# محوطه عبدالمامیر
محوطه عبدالمامیر مربوط به دوره اشکانیان است و در شعیبیه، داخل شهر واقع شده و این اثر در تاریخ ۲۵ اسفند ۱۳۷۹ با شمارهٔ ثبت ۳۳۵۲ به‌عنوان یکی از آثار ملی ایران به ثبت رسیده است.